# Nouzov
Nouzov is een Tsjechische plaats in de gemeente Unhošť in de regio Midden-Bohemen en maakt deel uit van het district Kladno. Het dorp ligt op ongeveer 3 km afstand van Unhošť en op ongeveer 11 km afstand van de stad Kladno.
Nouzov telt 431 inwoners (2021).

## Etymologie
De oorsprong van de naam is niet duidelijk. Onderzoekers en regionale historici vermoeden dat de oorsprong ligt in de overwegend schalieachtige, soms kleiachtige grond, waardoor de velden vrij onvruchtbaar waren, en slecht water. In het hoogste deel van Nouzov is anno 2024 nog steeds een gebrek aan drinkwater. Het dorp zou zijn naam dus te danken kunnen hebben aan het gebrek aan drinkwater of aan de slechte oogst.

## Geschiedenis
In de 18e eeuw werd op deze plaats midden in de weilanden een schaapskooi met schuur gebouwd. In de 19e eeuw was er een jachtslot in Nouzov, waar tevens het bosbouwkantoor van de stad Unhošť was gevestigd. De bouw van de landhuizen begon in de tweede helft van de 19e eeuw en ging door tot in de eerste decennia van de 20e eeuw.
Een van de landhuizen (rond 1855 gebouwd) was de villa van de directeur van de mijnen en smelterijen in Kladno, Gottfried Bacher. Na zijn overlijden werd het landhuis geërfd door zijn vrouw Johanna en dochters Hermida en Stefanie.
Antonín Neumann, herbergier en lid van de gemeenteraad van Unhošť, had een groot aandeel in de voorbereiding van de recreatieve voorzieningen in het dorp. Hij wilde onder meer een kuuroord oprichten in Unhošť, naar het voorbeeld van Sebastian Kneipp (1821-1897), de oprichter van het kuuroord in de Duitse plaats Wörishofen. In 1893 begon hij op eigen kosten met de aanleg van een wandelpad in de buurt van de stad in de richting van Nouzov, dat pas na zijn overlijden op kosten van de stad Unhošť in 1897 werd voltooid.
In 1891 werden Spals restaurant (thans het hoofdkantoor van Studio Records) en Hůlovs restaurant (thans afgebroken) gebouwd. De populariteit van Nouzov nam toe met de bouw van gebouwen van Čeperka. Hier werd lokaal mineraalwater gebotteld. Het bedrijf werd in 1928 opgericht en begon op 6 mei 1929 met het bottelen en verkopen van water onder de naam Čeperka, eerst aan winkels in Unhošť en omgeving, later ook aan winkels in Kladno en Praag. De latere eigenaar van het bedrijf, Vincenc Neumann, kreeg van de stad Unhošť toestemming om het embleem van de stad - een hert met gouden kraag - als logo voor het water te gebruiken. Bij het pakhuis werd een hotel met zwembad en tennisbanen gebouwd. In de jaren 1950 werd het gebied, inclusief het hotel, ingenomen door het Tsjecho-Slowaakse Volksleger. Čeperka werd als onrendabel beschouwd, waarna de activiteiten in 1973 werden stilgelegd. Na 1990 stopte het leger met het gebruik van het tot kazerne omgebouwde gebied, waarna het werd overgedragen aan de stad Unhošť.
Sinds 2010 wordt er flink gebouwd in Nouzov.

## Verkeer en vervoer

### Autowegen
Een deel van Nouzov wordt doorsneden door weg II/118 Beroun - Kladno. Snelweg D6 door de buitenwijken van Unhošť.

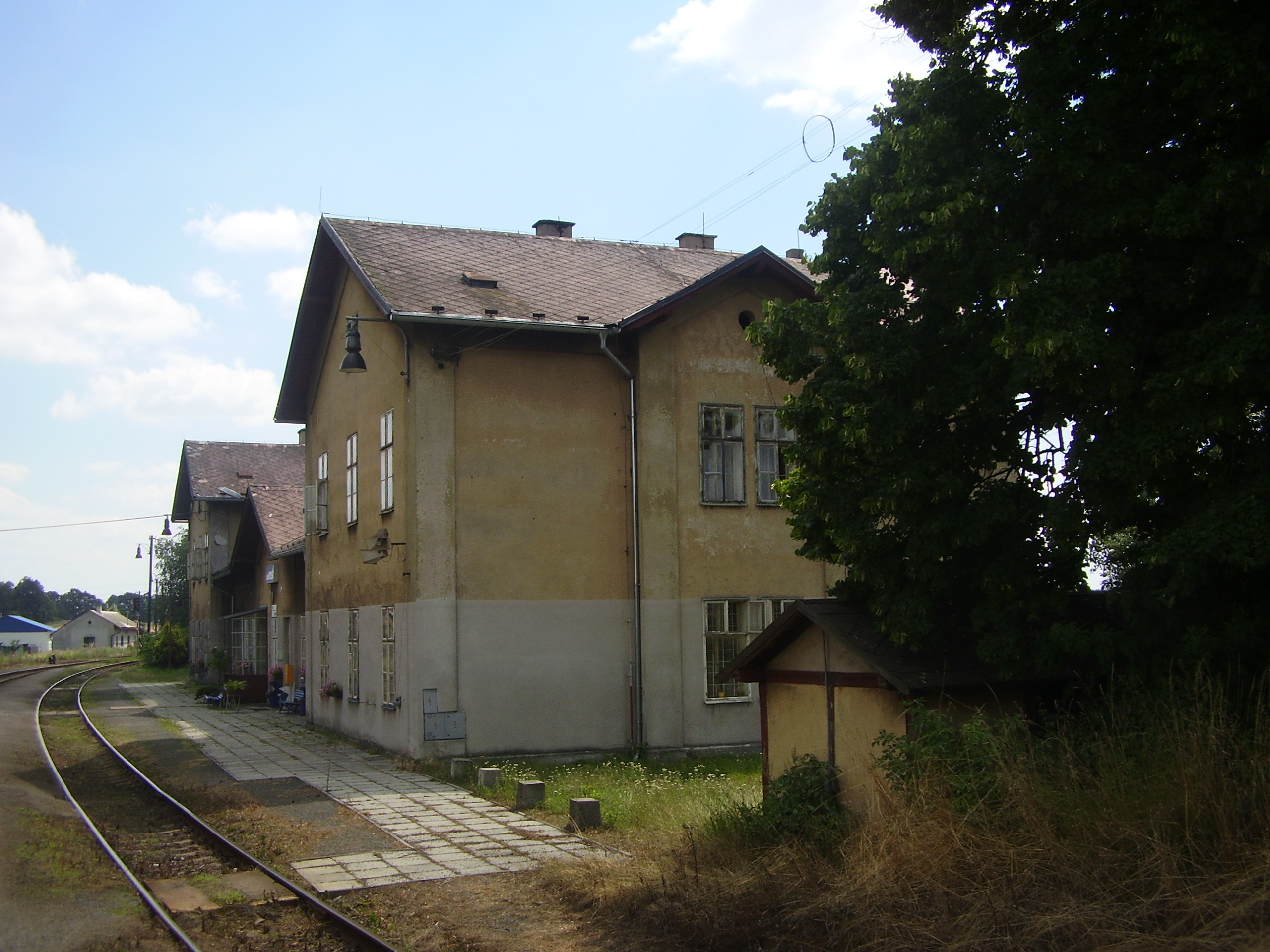
Station Unhošť (2008)

### Spoorlijnen
In de buurt van Unhošť lopen spoorlijn 120 en 124 Praag - Lužná - Chomutov/Rakovník. Ook station Unhošť ligt aan die lijn, al ligt het station in de gemeente Malé Přítočno, ongeveer 1 km ten noorden van het dorp. Lijn S5 (Praag - Kladno) en R5 (Praag - Kladno - Rakovník) van Esko Praha halteren er. Er stoppen geen sneltreinen op het station.

### Buslijnen
Er zijn twee bushaltes in het dorp:
| Halte                  | Lijn(en) | Route(s)        | Vervoerder(s)   |
| ---------------------- | -------- | --------------- | --------------- |
| Unhošť, Nouzov Čeperka | 630      | Kladno - Beroun | ČSAD MHD Kladno |
| Unhošť, Nouzov U Spalů | 630      | Kladno - Beroun | ČSAD MHD Kladno |

## Bekende inwoners
De oprichter van het Housa Theatergezelschap, Vladimír Housa (1874-1931), woonde hier enkele jaren. Dichter, prozaschrijver en vertaler Josef Hiršal (1920-2003) werkte hier als bosarbeider in 1941. De eerste Tsjechische vrouwelijke piloot met een vliegbrevet, Božena Laglerová (1886-1941), werd in Nouzov behandeld na een vliegtuigongeluk in 1911.
Op 27 juni 1941 overleed in Nouzov een vooraanstaand drukker en uitgever uit Kladno, Jaroslav Šnajdr, die een opleiding tot letterzetter volgde en na zijn leertijd werkte bij drukkerij Právo lidu in Praag. In 1903 won hij een eerste prijs voor zijn ongewone drukwerk. Kunstschilder Cyril Bouda verbleef lange tijd in Nouzov. Een deel van zijn werken is geïnspireerd door zijn verblijf. Componist en musicoloog Jan Hanuš (1915-2004), die in 1999 door Václav Havel werd onderscheiden met de Medaille van Verdienste voor bijzondere artistieke prestaties, verbleef vaak in zijn vakantiehuis in Nouzov.
Schilder, graficus, restaurateur en professor van de Academie voor Schone Kunsten in Praag, Raimund Ondráček, woonde in Nouzov en overleed op 1 oktober 2011.

## Galerij

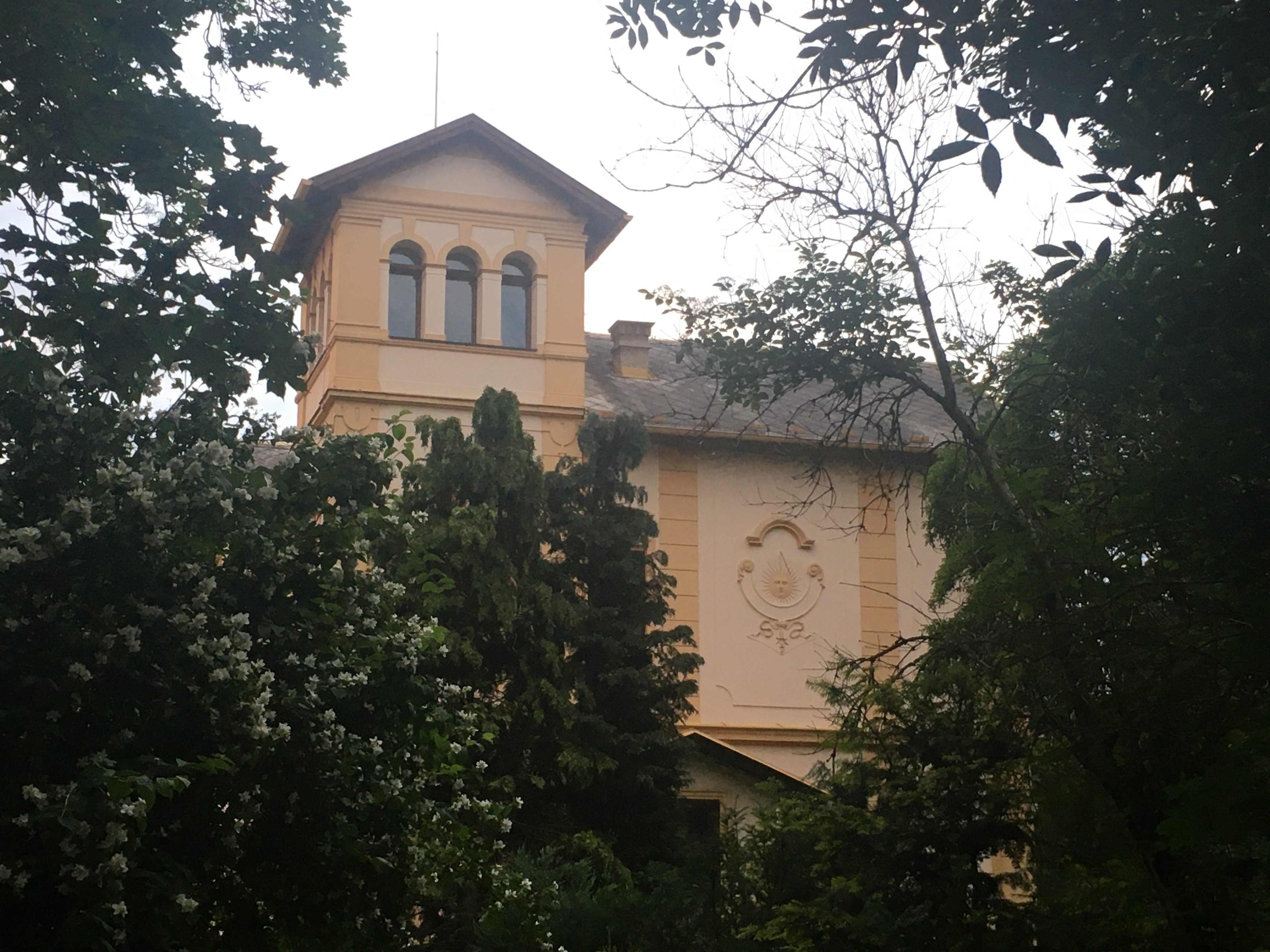
Landhuis, oorspronkelijk van Gottfried Bacher
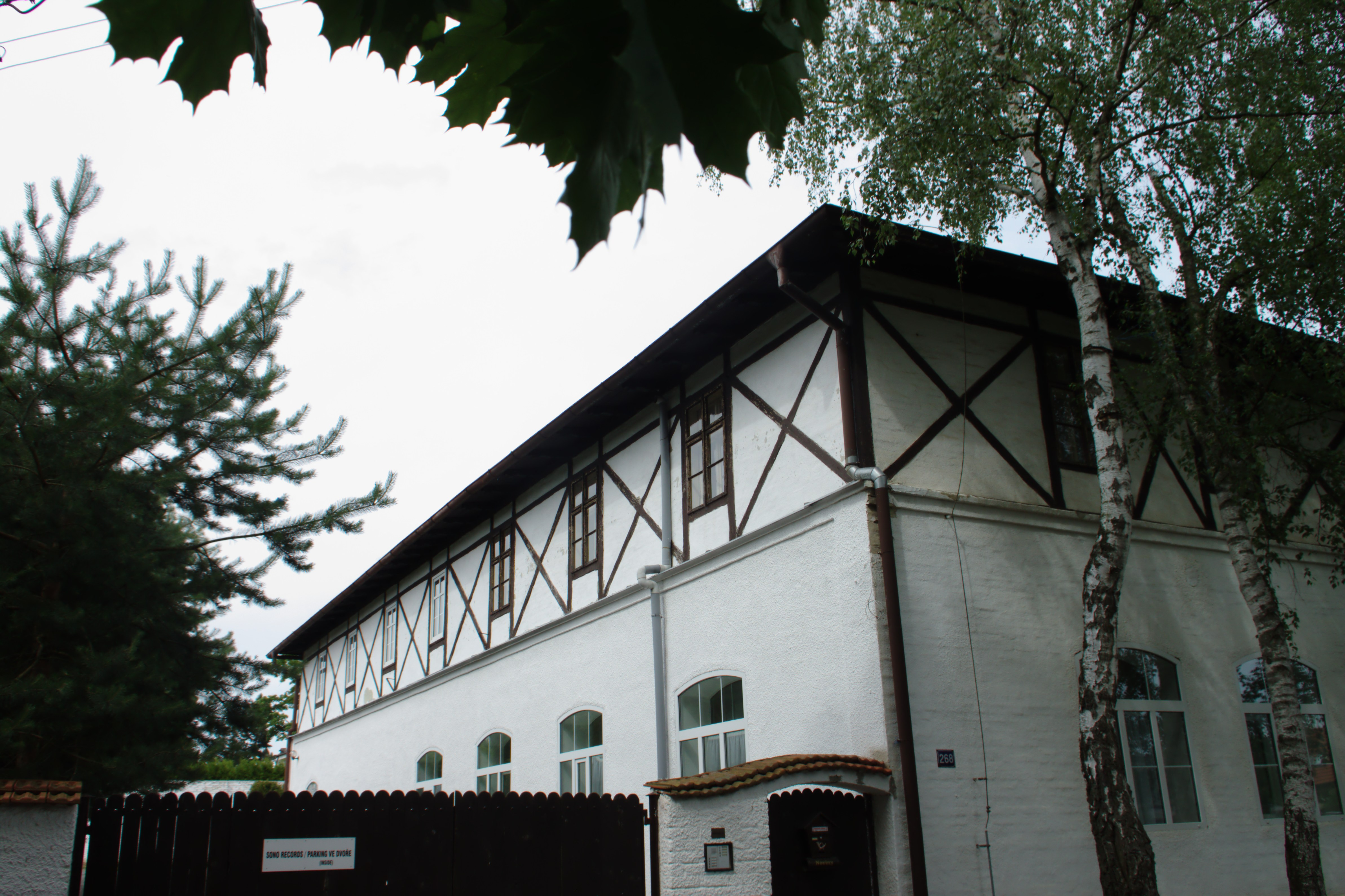
Dorpscafé
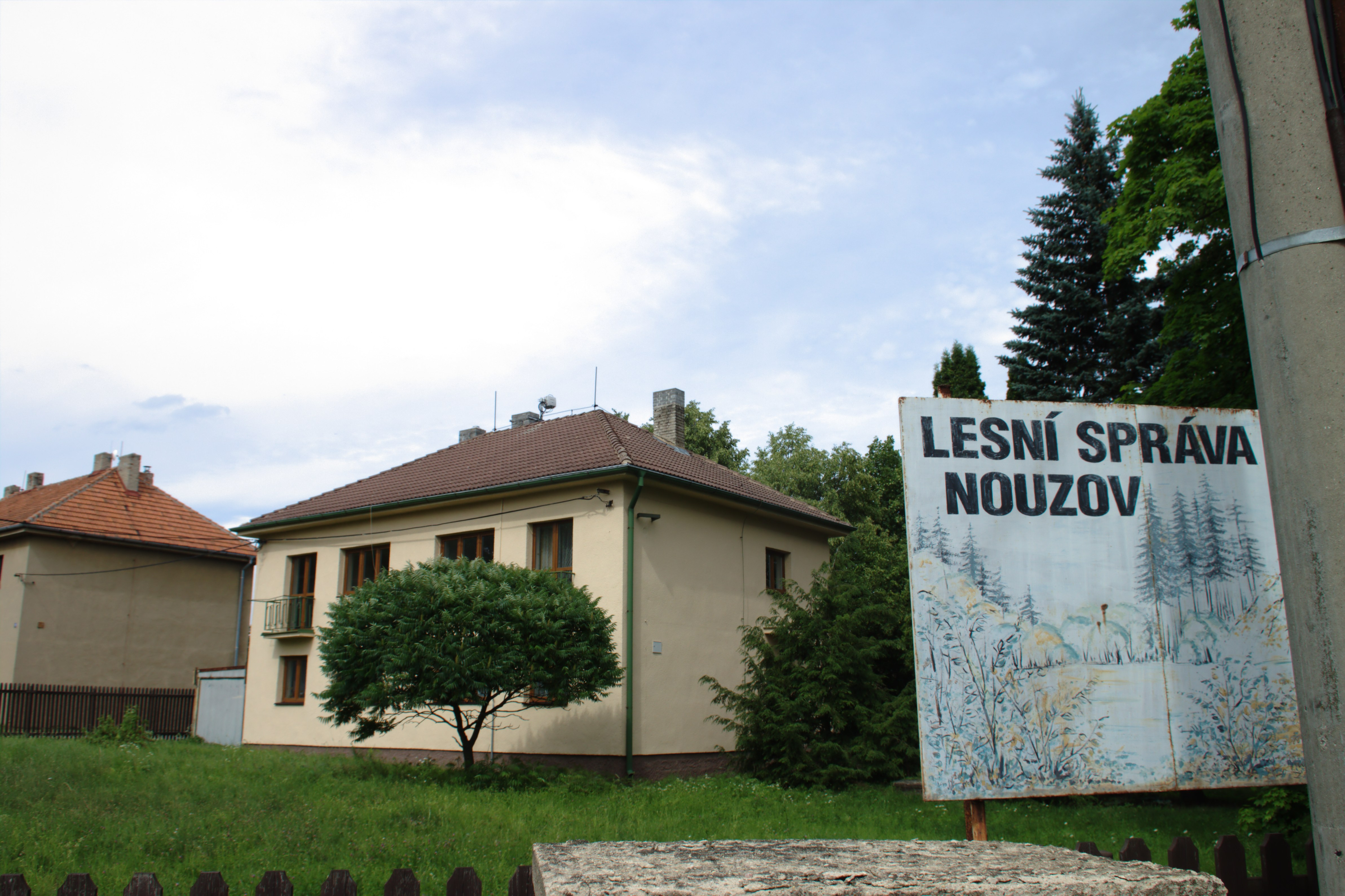
Bosbouwkantoor